# 대니 히틀리
대니 히틀리(영어: Dany Heatley)로 잘 알려진 대니얼 제임스 히틀리(영어: Daniel James Heatley, 1981년 1월 21일~)는 캐나다의 전직 아이스하키 선수로 포지션은 레프트윙이다. 내셔널 하키 리그(NHL)에서 13시즌 동안 활동했고 869경기의 출전 기록을 세웠다. 그는 2000년 NHL 드래프트에서 전체 2위로 애틀랜타 스래셔스의 지명을 받았고 2002년에 NHL 신인상인 콜더 메모리얼 트로피를 수상했다. 2003년 9월 팀 동료인 댄 스나이더가 사망한 교통사고에 연루되어 부상과 사고 책임 논란 등으로 인해 선수 생활에 위기를 맞이했다.
2004년 부상에서 회복한 히틀리는 애틀랜타를 떠난 후 스위스와 러시아에서 선수 생활을 했으며 2005년 오타와 세너터스로 트레이드되었다. 오타와의 주요 득점원 중 한 명이 된 히틀리는  2005-06 시즌에는 단일 시즌 골(50골)과 2006-07 시즌에는 득점(105점) 부문 프랜차이즈 기록을 세웠다. 그는 제이슨 스페자와 다니엘 알프레드손과 함께 팀의 레프트윙으로 활동했으며 이 조합은 2005-06 시즌에 결성된 후 NHL에서 가장 많은 득점을 기록한 조합 중 하나였다. 세 선수는 합쳐서  통산 296득점을 기록했다. 이후 히틀리는 NHL의 산호세 샤크스, 미네소타 와일드, 애너하임 덕스에서 뛰었고, 마지막으로 2015-16 시즌에는 도이체 아이스하키 리가의 뉘른베르크 아이스 타이거스에서 뛰었다.
히틀리는 캐나다 대표팀의 일원으로 올림픽 2회, 세계 선수권 대회 6회, 월드컵 1회 참가했고 캐나다 주니어 대표팀의 일원으로  세계 주니어 선수권 대회에 2회에 참가했다. 그는 2010년 동계 올림픽에서 캐나다 대표팀의 우승에 기여했으며 출전했던 6번의 세계 선수권 대회 중 5회 결승 진출에 성공했으며 금메달 2개, 은메달 3개를 획득했다. 그는 세계 선수권 대회에서 38골, 24어시스트를 기록하여 현재 세계 선수권 대회에 참가한 캐나다 대표팀 선수 중 최다 득점 기록을 보유하고 있다.

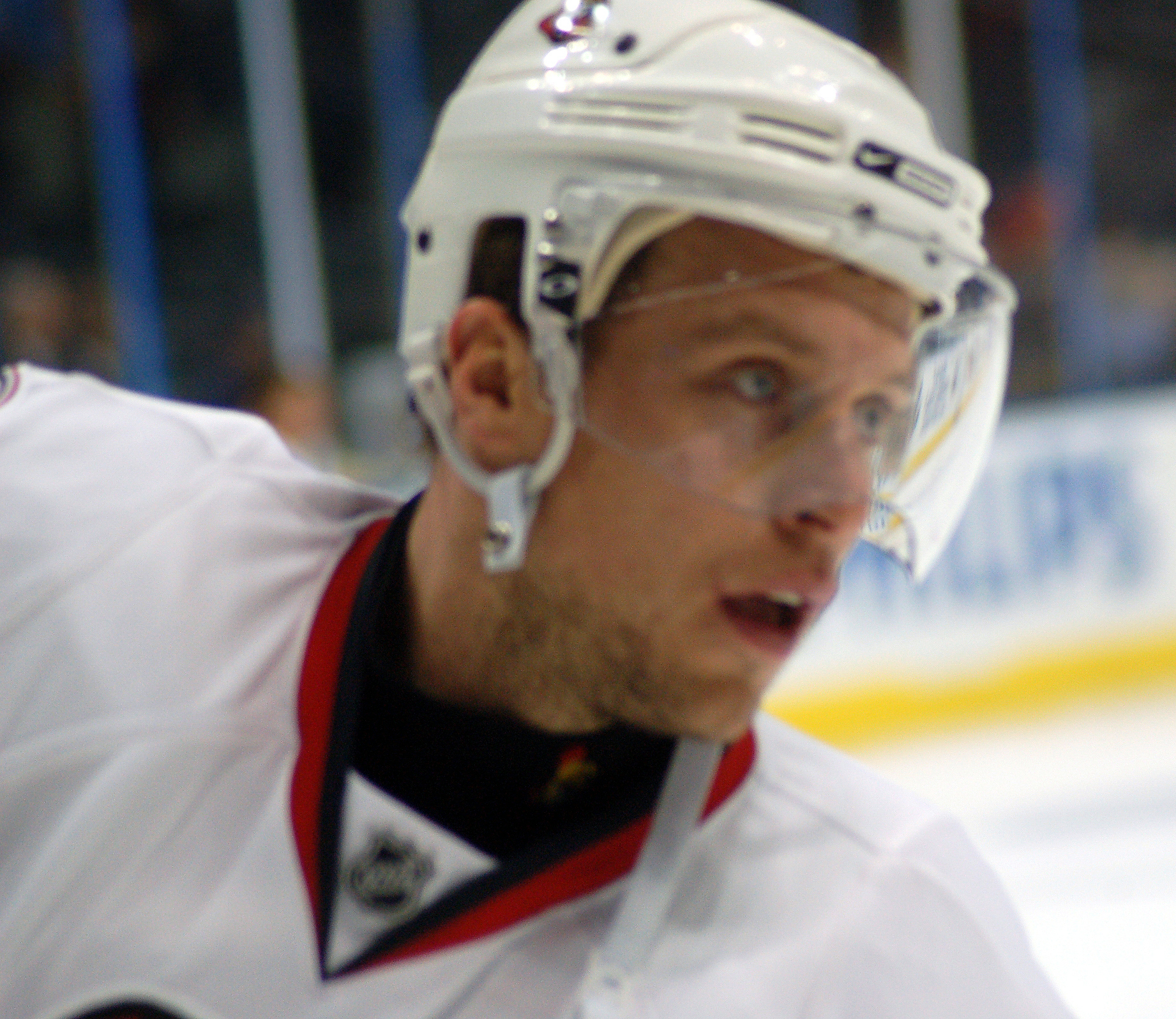
오타와 세너터스 소속 당시의 히틀리